# Rubin Central Design Bureau for Marine Engineering
Rubin Central Design Bureau for Marine Engineering (RUBIN) (Russisk: Центральное конструкторское бюро "Рубин", forkortet:  ЦКБ "Рубин") er et russisk skibskonsulent-firma, beliggende i Sankt Petersborg.
Firmaet beskæftiger sig med konstruktion af u-både, olieboreplatforme,  platforme for opsendelse af rumfartøjer fra havets overflade, undervands-fragtskibe etc.
RUBIN har konstrueret og udviklet flere end to-tredjedele af atomdrevne u-både i den russiske marine.

## Ekstern henvisning
- RUBIN's hjemmeside (engelsk) Arkiveret 6. juni 2011 hos  Wayback Machine